# Aradus aequalis
Aradus aequalis är en insektsart som beskrevs av Thomas Say 1832. Aradus aequalis ingår i släktet Aradus och familjen barkskinnbaggar. Inga underarter finns listade i Catalogue of Life.